# جعفرآباد، اوتار پرادش
جعفرآباد، اوتار پرادش (به انگلیسی: Jafarabad) یک منطقهٔ مسکونی در هند است که در شهرستان جون‌پور واقع شده‌است.

## خصوصیات
جعفرآباد  ۸٬۸۰۱ نفر جمعیت دارد.